# Johanneskerk (Lichtenvoorde)
De Johanneskerk is een Protestantse kerk in de Nederlandse plaats Lichtenvoorde. De kerk is gebouwd op de locatie waar voorheen een veldkapel stond. De staat van de kapel was in de eerste helft van de 17e eeuw slecht en er was de behoefte aan een grotere kerk. Na jarenlange collectes door het hele land werd in 1648 een nieuwe kerk gebouwd, waarbij de koorsluiting van de kapel werd gehandhaafd. In 1627 waren de collectes al begonnen bij de troepen van Frederik Hendrik van Oranje die rondom Groenlo gelegerd waren voor de belegering ervan.
De kerk werd als zaalkerk gebouwd met een spitse toren. De bepleistering van de kerk en toren heeft in 1904 plaatsgevonden. Tijdens de Tweede Wereldoorlog zijn de kerkklokken gevorderd door de Duitse troepen. Na de oorlog, in 1949, zijn in Heiligerlee drie nieuwe klokken gegoten. In 1936 heeft het interieur een renovatie gehad en in 1986 is het orgel gerenoveerd. Bij de restauraties is de preekstoel uit 1682 intact gebleven. In het orgel zijn onderdelen uit de 18e eeuw verwerkt.
De kerk is een rijksmonument, waarbij de preekstoel en het orgel een specifieke vermelding hebben in de omschrijving.

## Trivia
- Freule van Dorth is in 1799 begraven in de kerk.